# Fissidens oediloma
Fissidens oediloma là một loài Rêu trong họ Fissidentaceae. Loài này được Müll. Hal. ex Broth. mô tả khoa học đầu tiên năm 1895.